# 贝尼托·华雷斯
贝尼托·帕勃罗·华雷斯·加西亚（西班牙語：Benito Pablo Juárez García，西班牙語發音：[beˈnito ˈpaβlo ˈxwaɾes ɣaɾˈsi.a] ⓘ；或譯作胡亚雷斯；1806年3月21日—1872年7月18日）是一名墨西哥政治人物及民族英雄，曾擔任總統達五個任期之久，被稱為墨西哥的林肯。

## 生平
生于瓦哈卡州的薩波特克族印第安人农民家庭。曾担任律师。他的身高只有1.46米，是最矮小的國家元首之一。
1847年至1852年，任瓦哈卡州州长。1854年参与推翻独裁者安东尼奥·洛佩斯·德·圣安纳的起义。1855年在新政府中任司法部长和首席法官，制定废除教士与军官特权的《华雷斯法》。

## 担任總統
1858年，华雷斯出任代总统，并于1861年正式当选总统。在任期間，他在1859年颁布《改革法》，没收天主教会的财产，实行政教分离，驱逐教皇使节和违抗命令的教士，击退英、法、西三国联军的武装干涉，并粉碎法国在墨西哥建立的傀儡帝国，大地产势力和改善印第安人生活条件的措施，促进民族意识的高涨。1864年至1867年，华雷斯领导墨西哥反抗法国皇帝拿破仑三世的侵略并取得成功，并于1867年5月处死墨西哥皇帝马西米连诺一世。
戰爭結束後，他兩次當選總統，曾兴办印第安人教育，镇压退伍军人暴动和波费里奥·迪亚斯將軍的叛乱。他还进行了一些自由主義的社会改革。
但他在死後僅四年，波费里奥·迪亚斯隨即發動軍事政變奪得政權，建立獨裁統治。

## 軼事
贝尼托·墨索里尼于1883年出生，他的父亲亚历山德罗·墨索里尼（Alessandro Mussolini）用贝尼托·华雷斯的名字给自己的孩子命名。